# Giuseppe Calasso
Giuseppe Sebastiano Calasso (Copertino, 16 ottobre 1899 – Copertino, 16 settembre 1983) è stato un politico e sindacalista italiano.

## Biografia
Deputato della Repubblica Italiana per le prime quattro legislature per il PCI, è stato sindacalista, due volte sindaco di Copertino e sindaco di Lizzanello.
Si è battuto a lungo a favore delle tabacchine e fu tra i promotori, insieme alla moglie e compagna di partito Cristina Conchiglia (1923-2013), delle lotte contadine dell'Arneo.
Subì un attentato l'11 aprile 1948 durante un comizio a Lizzanello dove morirono due persone.
La sezione del Partito dei Comunisti Italiani di Copertino è intitolata a Giuseppe Calasso.